# Snöstormen (novell)
Snöstormen (ryska: Метель) är en novell av Lev Tolstoj från 1856. Novellen publicerades i översättning från ryska till svenska av Ellen Rydelius i novellsamlingen med samma namn Snöstormen 1927. 

## Handling

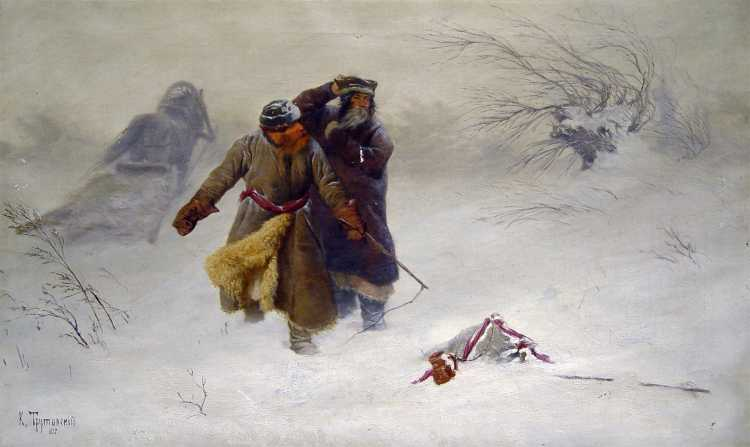
Saknad i snöstormen av Konstantin Trutovskij (1887)

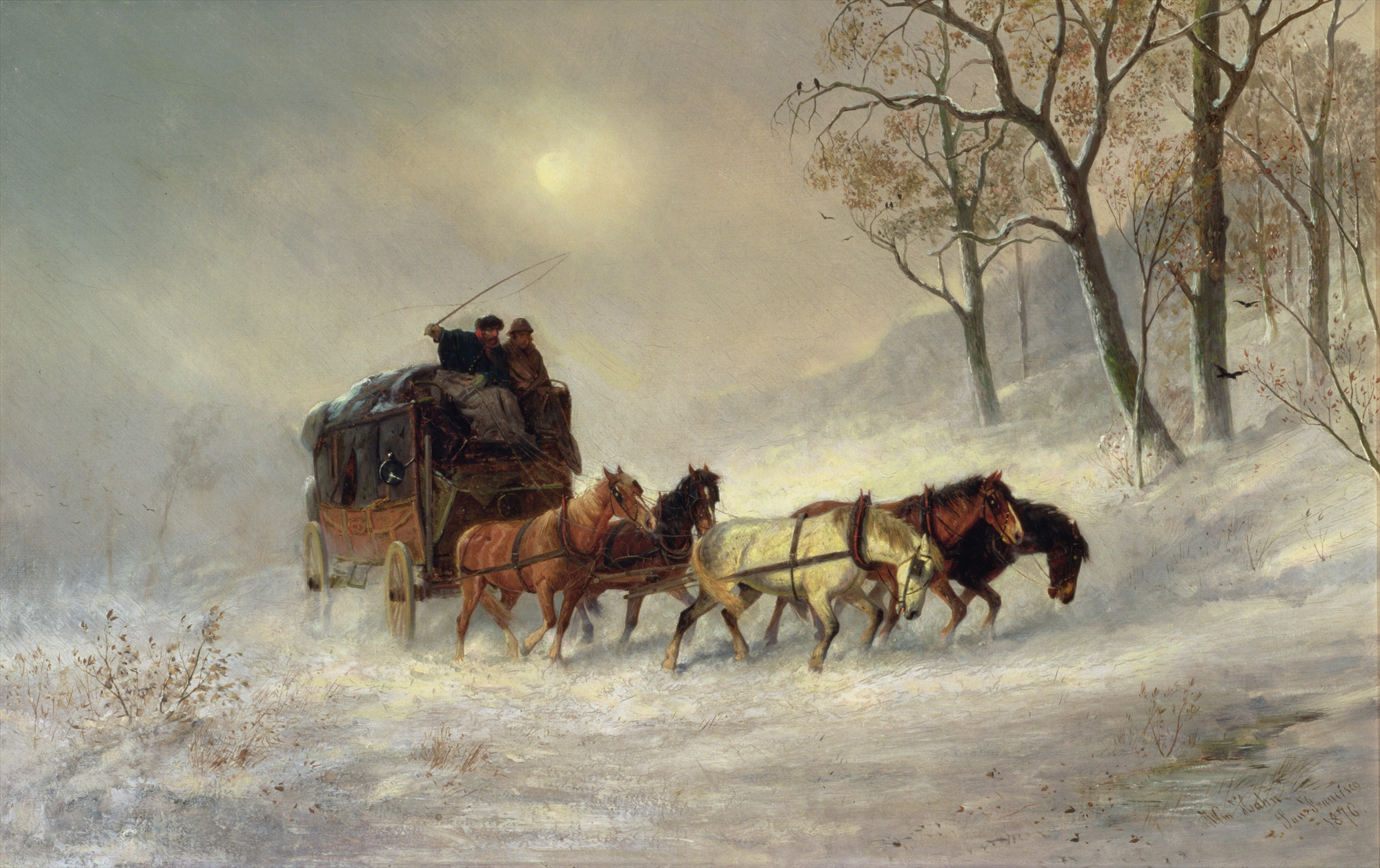
Snöstorm i Sierra av William Hahn (1876)

Snöstormen inleds klockan sju på kvällen då den anonyme berättaren och hans följeslagare Aljosjka har druckit te på en poststation, någonstans i Donkosackernas land nära Novotjerkassk. Bortom stationshuset ser det ut som lugnt töväder och de sätter sig i en släde på väg till nästa station. Snart mörknar det och en snöstorm tornar upp. Vägen blir tyngre och alltmer insnöad. Berättaren blir orolig över att köra vilse och frågar kusken om möjligheterna att nå nästa station. Kusken svarar undvikande och antyder att det nog kan gå hur som helst. Berättaren misstror kusken som verkar okunnig.
Någon kvart senare håller kusken in hästarna och hoppar av för att leta efter vägen som inte syns till. De travar vidare på måfå under någon kvart, men bestämmer sig sedan för att vända, och låta hästarna leda vägen tillbaka. De ser återigen några kvarnar de passerat tidigare. Kusken repar mod och berättar en historia om tidigare resenärer som körde vilse och frös ihjäl i en liknande storm.
Strax hör de klockorna på en kurirtrojka som kör förbi. De bestämmer sig för att vända om och följa postiljonens färska spår. Snön yr och snart är spåren borta. Berättaren hoppar av släden för att själv leta efter vägen men tappar snart bort även släden. När de hittar varandra igen bestämmer de sig återigen för att låta hästarna trava tillbaka.
Det går en halvtimme och de hör samma klockor från kuriren som tidigare, nu med avlämnad post och nya hästar, samt två ytterligare trojkor. De bestämmer sig för att köra efter, men kusken råkar köra in skaklarna i ett av de andra trespannen som sliter sig lös. Dess kusk Vasilij springer efter hästarna och försvinner i snöyran. De följer efter de andra som är på väg tillbaka. Humöret blir gladare och de pratar en stund.
De kör förbi en karavan med vagnar som går med en kusk som sover. Månen stiger upp och snöyran blir häftigare och häftigare. Någon halvtimme senare tappar de nästan bort de andra trojkorna. De fortsätter. En stund senare kommer Vasilij vars hästar slet sig ikapp i full galopp och svär åt kusken.
Berättaren tappar medvetandet och dagdrömmer om sin barndoms stora hus, livegna som släpar ut ett piano ur flygelbyggnaden, fiske, friskt nyslaget gräs i den heta sommarvärmen, en kringvandrande bonde som drunknar i dammen och servitören Fjodors räddningsförsök, och sin gamla snälla faster i sidenklänning och gredelina parasoll.
Kusken meddelar att hans hästar är utmattade, och föreslår att berättaren och Aljosjka far vidare med kusken Ignat i en av de andra trojkorna. Bagaget flyttas över till den andra släden, där det sitter en liten gubbe och en sagoberättare. De fortsätter. Berättaren somnar under omväxlande hallucinationer, och upplever att han fryser ihjäl.
Följande morgon vaknar berättaren. Vädret är klart och kallt och man stannar vid en krog där berättaren bjuder kuskarna på brännvin. Därefter fortsätter färden till stationen.

## Kritik
Fredrik Böök recenserar Snöstormen i Svenska Dagbladet 27 augusti 1928. Han inleder med att konstatera att novellen ”är ingenting annat än en skildring av en nattlig slädfärd över stäppen borta i Donkosackernas land, från den ena skjutsstationen till den andra”. Men berättelsen är ”sällsamt gripande” med en ”förkrossande intensitet” i skildringen av ”mörkret, ovädret, den förlamande kylan, ångesten då vägen gått förlorad, det planlösa kringirrandet, den slöa passiviteten då krafterna börjar tryta, månskenet genom snömolnen, gryningen och livsandarnas återuppvaknande.” Fredrik Böök menar att motivet är tidstypiskt ryskt med ”de oändliga vidderna, det fruktansvärt stränga klimatet” och ”det passiva tålamodet, den fatalistiska underkastelsen under de väldiga naturskådespelen”. Han jämför också novellen med Nikolaj Gogols Döda själar och Nikolaj Leskovs klassiska behandlingar, och menar att Lev Tolstojs förmåga att ”återge själva verkligheten utan alla sirat men med oändliga perspektiv både inåt och utåt har i denna korta skiss firat en av sina första stora triumfer”.